# Dunbartonshire
Dunbartonshire (in gaelico scozzese: Siorrachd Dhùn Bhreatainn) o contea di Dumbarton, è una area di luogotenenza, e contea tradizionale della Scozia. Tra il 1890 e il 1975 fu una contea, fino alla promulgazione del Local Government (Scotland) Act 1973 (Legge sulla riorganizzazione del governo locale), nel 1975. La regione aveva precedentemente fatto parte dello storico distretto di Lennox, che era un ducato scozzese.
Dumbarton era la sua capitale e la contea prese il nome come Dumbartonshire. Il Consiglio di contea, istituito con i verbali del 1889, adottò l'ortografia di Dunbarton all'inizio del XX secolo. Si ritiene che "Dumbarton" derivi dal termine gaelico Dùn Breatainn (Forte dei britannici). Molte persone si riferiscono ancora alla contea come Dumbartonshire.
Nell'amministrazione moderna, la contea è divisa in 2 delle 32 aree di consiglio del paese, East Dunbartonshire, con sede a Kirkintilloch e West Dunbartonshire, il cui centro amministrativo si trova a Dumbarton.